# Valdas Adamkus
Valdas Adamkus (Kaunas, 3 novembre 1926) è un politico lituano.
È stato il terzo (dal 26 febbraio 1998 al 25 febbraio 2003), e sesto (dal 12 luglio 2004 al 12 luglio 2009) Presidente della Lituania, nel periodo successivo all'indipendenza dall'Unione Sovietica. Non si è ripresentato alle elezioni presidenziali in Lituania del 2009, ed è stata pertanto eletta come suo successore Dalia Grybauskaitė.

## Biografia
Figlio di un dipendente pubblico frequentò il liceo a Kaunas, durante la seconda guerra mondiale fu membro attivo dei movimenti collaborazionisti del regime nazista contro i sovietici, e nel 1944 si trasferì con la famiglia in Germania dove si impegnò attivamente nelle attività della YMCA a favore dei profughi.
Terminati gli studi in scienze naturali, con la fine della guerra emigrò negli Stati Uniti dove nel 1950 trovò un'occupazione nei servizi segreti militari. Nel 1960 ottenne la laurea in ingegneria presso l'Illinois Institute of Technology.
In seguito lavorò per l'ente statunitense per la protezione ambientale (EPA) dal suo avvio nel 1970, nel 1981 venne nominato dal presidente Ronald Reagan amministratore regionale per l'area dei grandi laghi.
Nel 1985 gli fu conferito il Distinguished Executive Presidential Rank Award, il riconoscimento più elevato per un dipendente pubblico. Ne 1997 andò in pensione.
Poco dopo il pensionamento tornò in Lituania e nel 1998 fu eletto presidente con una maggioranza risicata (50,4% contro il 49,6% di Artūras Paulauskas)
Nonostante non faccia parte di alcun partito può essere collocato nell'area liberale che gode di grande seguito nelle aree urbane. Nel corso del primo mandato guadagnò la stima di tutte le fazioni per la sua gestione riflessiva ed equilibrata, ciononostante fu sconfitto nell'elezione successiva del gennaio 2003, vinse Rolandas Paksas con l'appoggio delle fasce di popolazione attratte dal dinamismo e dall'atteggiamento giovanile del candidato. Per contro Adamkus era visto come uomo dell'Establishment. In seguito, verso la fine del 2003, Paksas attirò le prime critiche e fu sollevato dall'incarico.
Adamkus ottenne la maggioranza il 13 giugno 2004 nelle primarie ed il 27 giugno fu eletto nuovamente presidente con una maggioranza del 51,9% (con un 52,5% di votanti) contro la sua avversaria Kazimira Prunskienė.
È stato sposato con Alma Adamkienė (nata Alma Nutautaitė) dal 1951 al 2023, anno di morte della moglie.
Adamkus è membro del Club di Roma. Ad oggi è l'unico personaggio politico europeo ad aver partecipato alla seconda guerra mondiale e, come dimostra nel suo sito personale, è fiero di averlo fatto in uniforme tedesca.